# Moraea ramosissima
Moraea ramosissima là một loài thực vật có hoa trong họ Diên vĩ. Loài này được (L.f.) Druce miêu tả khoa học đầu tiên năm 1916 publ.1917.